# Ernst Deike
Ernst Deike (* 27. März 1915 in Vienenburg; † 29. Dezember 1941 in Nowo-Atamanskoje bei Artemiwsk, Ukrainische SSR) war ein deutscher Fußballspieler.

## Karriere
Hermann „Ernst“ Deike gehörte Hannover 96 an. Für den Verein kam er von 1935 bis 1939 in Punkt- und Pokalspielen zum Einsatz.
Während seiner Vereinszugehörigkeit spielte er in der Gauliga Niedersachsen, einer von 16 Gauligen zur Zeit des Nationalsozialismus als höchste einheitliche Spielklasse im Deutschen Reich. Am Ende der Saison 1937/38 wurde er mit seiner Mannschaft Gaumeister. Aufgrund der errungenen Gaumeisterschaft nahm er auch an der Endrunde um die Deutsche Meisterschaft teil und kam in allen sechs Gruppenspielen, im Halbfinale, im Finale und im Wiederholungsspiel des Finales zum Einsatz.
Im neu eingeführten Wettbewerb um den Tschammerpokal bestritt er das am 27. Oktober 1935 mit 2:6 verlorene Achtelfinale gegen den FC Schalke 04 und das am 28. August 1938 mit 1:3 verlorene Erstrundenspiel beim Freiburger FC.
Deikes älterer Bruder Fritz war ebenfalls Fußballspieler bei Hannover 96.

## Erfolge
- Deutscher Meister 1938
- Gaumeister Niedersachsen 1938